# Anisolabididae

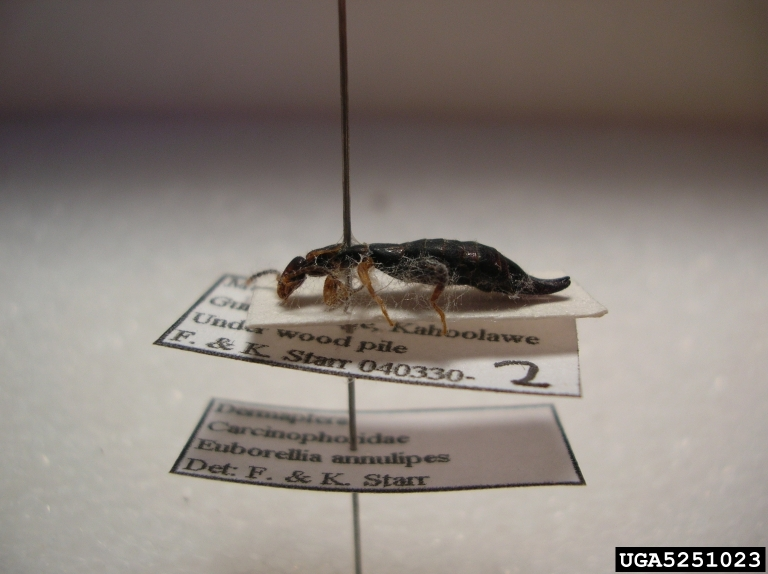
Euborellia annulipes

Anisolabididae è una famiglia di insetti dell'ordine Dermaptera. Cinque delle sottofamiglie provengono dall'Australia.

## Sottofamiglie

### Anisolabidinae
La sottofamiglia Anisolabidinae contiene venticinque generi, citati sia da Srivastava che da Chen & Ma. Steinmann li ha classificati nelle sottofamiglie Carcinophorinae e Gonolabiinae, che sono sinonimi di Anisolabidinae; altri sinonimi sono Placolabidinae e Titanolabiinae. I generi in questa sottofamiglia sono:
- Aborolabis
- Anisolabella
- Anisolabis
- Apolabis
- Capralabis
- Carcinophora
- Epilabis
- Epilandex
- Euborellia
- Flexiolabis
- Foramenolabis
- Gonolabis
- Mongolabis
- Placolabis
- Gonolabina
- Gonolabis
- Heterolabis
- Indolabis
- Metalabis
- Neolabis
- Ornatolabis
- Paraflexiolabis
- Thekalabis
- Titanolabis
- Zacheria

### Anophthalmolabiinae
La sottofamiglia Anophthalmolabiinae contiene un genere, Anophthalmolabis, citato sia da Steinmann e Srivastava.

### Antisolabiinae
La sottofamiglia Antisolabiinae contiene un solo genere, Antisolabis, citato sia da Steinmann che da Srivastava.

### Brachylabinae
La sottofamiglia Brachylabinae contiene tre generi: 
- Brachylabis
- Ctenisolabis
- Metisolabis

Ctenisolabis e Metisolabis sono stati citati sia da Steinmann che da Srivastava, mentre Brachylabis è stato citato da Steinmann, Srivastava, Chen & Ma.

### Idolopsalinae
La sottofamiglia Idolopsalinae contiene un genere, Idolopsalis, citato sia da Steinmann che da Srivastava.

### Isolabiinae
La sottofamiglia Isolabiinae contiene quattro generi citati solo da Steinmann: 
- Africolabis
- Geracodes
- Isolabis
- Pterolabis

### Isolaboidinae
La sottofamiglia Isolaboidinae contiene un genere, Isolaboides, citato dal solo Srivastava.

### Parisolabiinae
La sottofamiglia Parisolabiinae contiene due generi citati sia da Steinmann che da Srivastava:
- Parisolabis
- Parisopsalis

### Platylabiinae
La sottofamiglia Platylabiinae contiene un genere, Platylabia, citato da Steinmann, Srivastava, e Chen & Ma.